# 52
52 foi um ano bissexto do século I que durou 366 dias. De acordo com o Calendário Juliano, o ano teve início a um sábado e terminou a um domingo. as suas letras dominicais foram B e A.
| Ano completo                      |
| --------------------------------- |
| Ano bissexto com início ao sábado |